# Bahisa
Bahisa fue un monje cristiano que habitó durante cuarenta y cinco años un convento próximo a Basora, actual ciudad de Irak.

## Leyenda
Según la leyenda, Bahisa encontró en la entrada del convento un niño dormido en el suelo, con un círculo de fuego que rodeaba su cabeza. Luego de despertarlo y preguntarle sobre su identidad y procesencia, dedujo que se trataba de Mahoma, quien entonces solo tenía once años.
Años después, Bahisa fue uno de los que ayudó a Mahoma a componer el Corán. Sin embargo, se duda tanto de la existencia de Bahisa como de su conversión al islam.